# Шаре
Шаре́ (фр. Charey) — коммуна во французском департаменте Мёрт и Мозель региона Лотарингия. Относится к  кантону Тиокур-Реньевиль.	

## География
Шаре расположен в 26 км к юго-западу от Меца и в 45 км к северо-западу от Нанси. Соседние коммуны: Ажевиль на севере, Сен-Жюльен-ле-Горз на северо-востоке, Вавиль и Вильсе-сюр-Ма на востоке, Ремберкур-сюр-Ма на юго-востоке, Жольни на юге, Ксамм на юго-западе, Дампвиту на северо-западе. 
К северу от Шаре расположена авиабаза Шамбле-Бюссьер.

## История
- По территории, на которой расположена коммуна, проходи древнеримский тракт.
- На территории коммуны находятся следы галло-романских строений.
- Коммуна сильно пострадала во время Первой мировой войны 1914-1918 годов.

## Демография
Население коммуны на 2010 год составляло 74 человека.
| 1962 | 1968 | 1975 | 1982 | 1990 | 1999 | 2010 |
| ---- | ---- | ---- | ---- | ---- | ---- | ---- |
| 110  | 106  | 75   | 68   | 71   | 64   | 74   |

## Достопримечательности
- Церковь, перестроена в 1918 году после Первой мировой войны.